# 百草園站
百草園站（日语：／ Mogusaen eki */?）是一個位於東京都日野市百草，屬於京王電鐵京王線的鐵路車站。車站編號是KO28。
此站是距離京王百草園最近的車站。

## 年表
- 1925年3月24日，作為玉南電氣鐵道的車站啟用，最初名為百草站
- 1926年12月27日，玉南電氣鐵道併入京王電氣軌道，百草站成為京王的車站。
- 1937年5月1日，改稱百草園站。
- 1944年5月31日，京王與東京急行電鐵合併後，百草園站作為京王線的車站運行。
- 1948年6月1日，東急與京王帝都電鐵分拆，百草園站成為京王的車站。
- 2007年，開始興建跨站式站房[2]。
- 2010年
  - 3月28日，新站舍的廣場部份對外開放。
  - 10月，車站的改良工程完工，南口和北口由跨站式站房連接起來[3]。
- 2013年2月22日，以KO28作為百草園站的編號。

## 車站構造
本站是相對式月台2面2線地面車站，擁有跨站式站房。
廁所位於二樓付費區內。

### 月台配置
| 月台 | 路線   | 方向 | 目的地                                 |
| ---- | ------ | ---- | -------------------------------------- |
| 1    | 京王線 | 下行 | 京王八王子、高尾山口、多摩動物公園方向 |
| 2    | 京王線 | 上行 | 調布、明大前、笹塚、新宿、新宿線方向   |

## 使用情況
2016年度1日平均上下車人次為7,943人。上下車人次與上車人次變化如下。
| 年度               | 1日平均 上下車人次 | 1日平均 上車人次 | 來源   |
| ------------------ | ------------------ | ---------------- | ------ |
| 1955年（昭和30年） | 1,002              |                  |        |
| 1960年（昭和35年） | 1,754              |                  |        |
| 1965年（昭和40年） | 3,625              |                  |        |
| 1970年（昭和45年） | 5,642              |                  |        |
| 1975年（昭和50年） | 6,957              |                  |        |
| 1980年（昭和55年） | 6,504              |                  |        |
| 1985年（昭和60年） | 6,908              |                  |        |
| 1990年（平成02年） | 8,060              | 4,115            | [ 6 ]  |
| 1991年（平成03年） |                    | 4,199            | [ 7 ]  |
| 1992年（平成04年） |                    | 4,271            | [ 8 ]  |
| 1993年（平成05年） |                    | 4,455            | [ 9 ]  |
| 1994年（平成06年） |                    | 4,479            | [ 10 ] |
| 1995年（平成07年） | 8,957              | 4,585            | [ 11 ] |
| 1996年（平成08年） | 9,002              | 4,614            | [ 12 ] |
| 1997年（平成09年） |                    | 4,581            | [ 13 ] |
| 1998年（平成10年） |                    | 4,510            | [ 14 ] |
| 1999年（平成11年） |                    | 4,208            | [ 15 ] |
| 2000年（平成12年） | 8,176              | 4,112            | [ 16 ] |
| 2001年（平成13年） |                    | 4,123            | [ 17 ] |
| 2002年（平成14年） |                    | 4,036            | [ 18 ] |
| 2003年（平成15年） | 8,003              | 3,967            | [ 19 ] |
| 2004年（平成16年） | 7,806              | 3,868            | [ 20 ] |
| 2005年（平成17年） | 7,933              | 3,964            | [ 21 ] |
| 2006年（平成18年） | 7,727              | 3,896            | [ 22 ] |
| 2007年（平成19年） | 7,859              | 3,989            | [ 23 ] |
| 2008年（平成20年） | 7,906              | 4,025            | [ 24 ] |
| 2009年（平成21年） | 7,734              | 3,937            | [ 25 ] |
| 2010年（平成22年） | 7,627              | 3,879            | [ 26 ] |
| 2011年（平成23年） | 7,550              | 3,828            | [ 27 ] |
| 2012年（平成24年） | 7,510              | 3,814            | [ 28 ] |
| 2013年（平成25年） | 7,541              |                  |        |
| 2014年（平成26年） | 7,524              |                  |        |
| 2015年（平成27年） | 7,919              |                  |        |
| 2016年（平成28年） | 7,943              |                  |        |

## 車站周邊
- 百草園
- 日野市立百草圖書館
- 百草園站前郵便局
- Fuji（日语：富士シティオ）百草園店
- 多摩駕駛學校（多摩ドライビングスクール）
- 八千代銀行（日语：八千代銀行）百草園支店

### 巴士路線

#### 南口
- 百草園站（日野市迷你巴士（日语：日野市ミニバス））
  - 高52（落川路線） 往聖蹟櫻丘站

#### 北口
- 百草園站北（日野市迷你巴士）
  - 高52（落川路線） 經金田公園 往高幡不動站／往聖蹟櫻丘站

## 站名由來
最初的站名「百草」是來自於本地地名。江戶時代造園時，因武藏野佈滿雜草而稱「百草園」因而稱為「百草」。現在站名則是來自百草園。

## 圖片

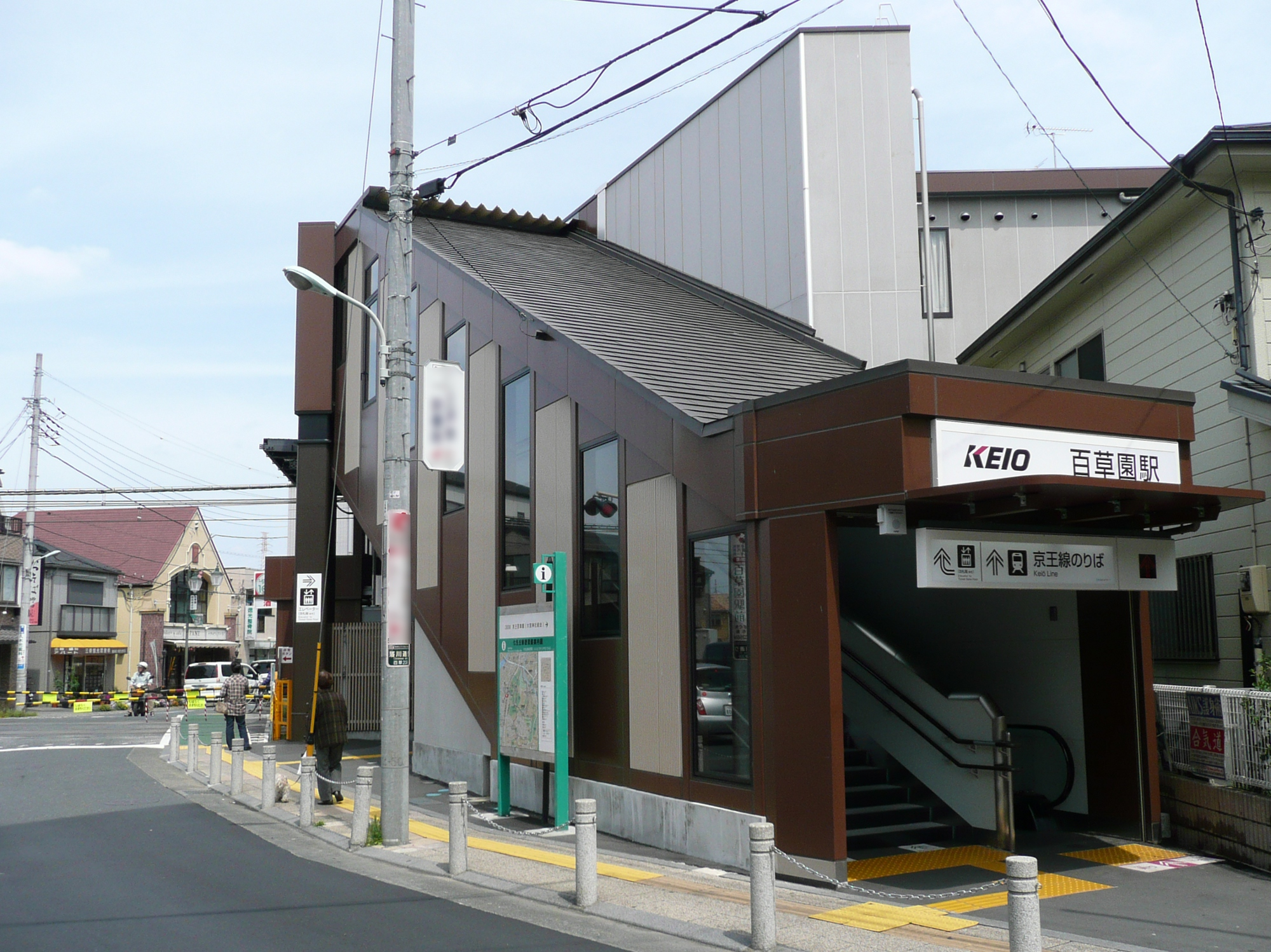
南口（2012年4月）
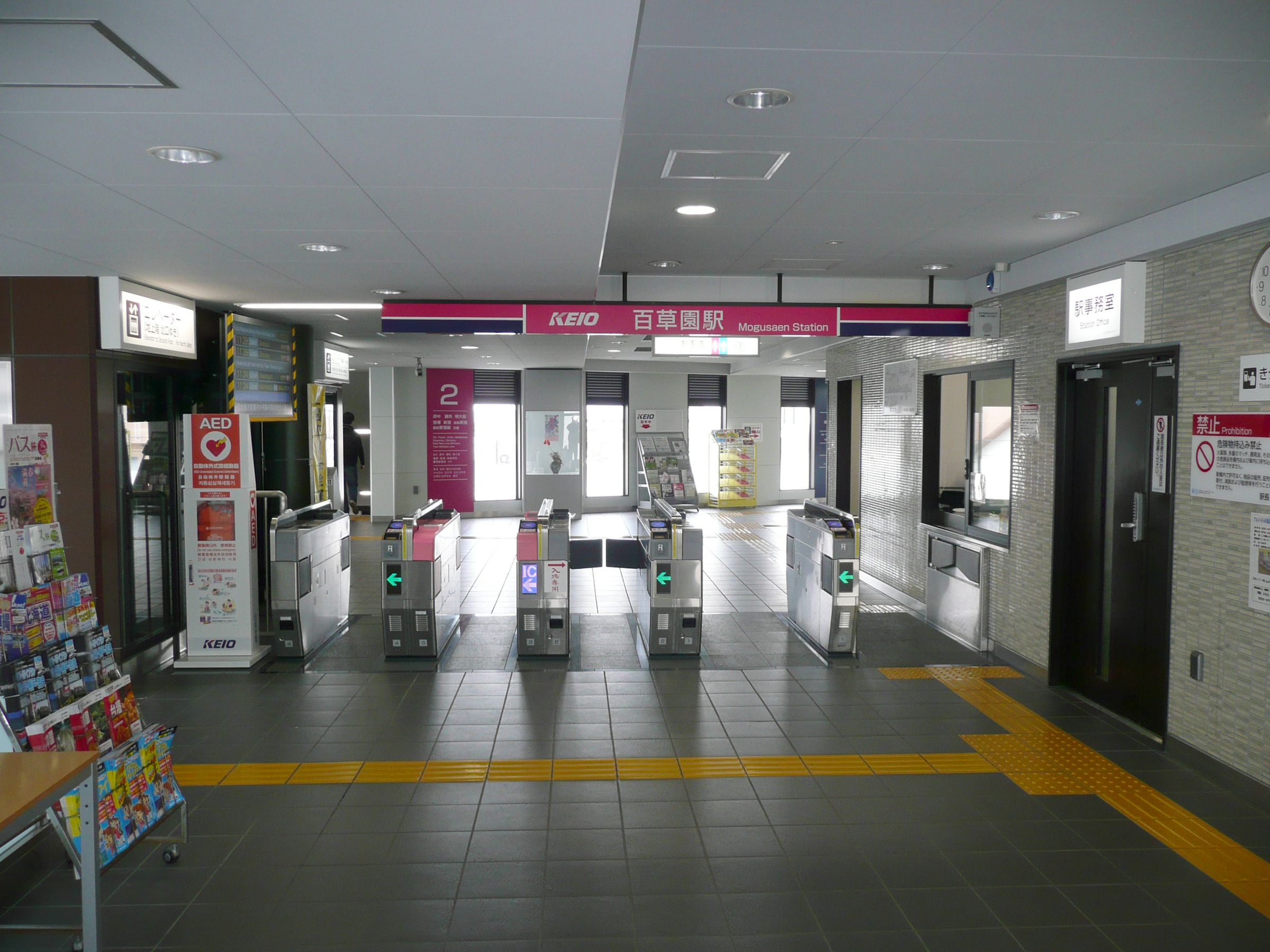
剪票口（2012年4月）
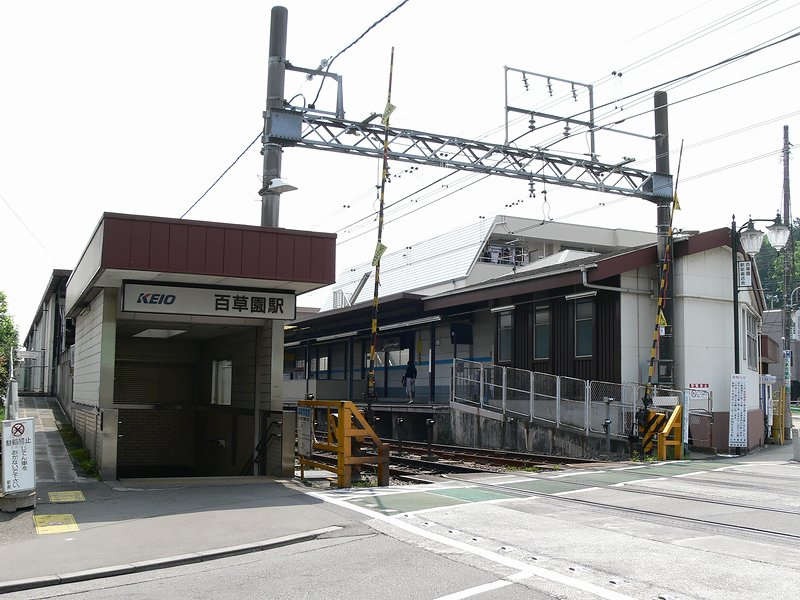
舊北口站房（2007年5月9日）

## 相鄰車站
京王電鐵
 京王線
■特急、■準特急、■急行
通過
■區間急行、■快速、■各站停車
聖蹟櫻丘（KO27）－百草園（KO28）－高幡不動（KO29）

## 外部連結
- 百草園 - 京王電鐵

35°39′27″N 139°25′51″E / 35.65750°N 139.43083°E